# Gilles de Roberval
Gilles de Roberval także Personier (ur. 8 sierpnia 1602 w Roberval, zm. 27 października 1675 w Paryżu) – francuski matematyk, profesor na Collège de France (od 1632 roku do śmierci). Zasłynął głównie w geometrii, m.in. wprowadzając nowe krzywe jak trochoidy.

## Dorobek naukowy
Studiował metody określania powierzchni i objętości ciał stałych, rozwijając i udoskonalając zasadę niepodzielności używaną przez włoskiego matematyka Bonaventurę Cavalieriego do obliczania niektórych z prostszych przypadków. Odkrył ogólny sposób rysowania stycznych, traktując krzywą jako wynik ruchu punktu ruchomego i rozdzielając ruch punktu na dwie składowe. Wynalazł również metodę uzyskiwania jednej krzywej od drugiej, za pomocą której można znaleźć płaskie obszary o skończonych wymiarach, które są równe obszarom pomiędzy niektórymi krzywymi i ich asymptotami. Roberval prawdopodobnie wprowadził do matematyki pojęcie punktu przegięcia; posłużył się nim w 1636 roku, w liście do Fermata.
W czasie swojej kariery naukowej toczył spory z innym francuskim matematykiem – Kartezjuszem.